# Нижнемарьино
Нижнемарьино — село в Лискинском районе Воронежской области.
Входит в состав Тресоруковского сельского поселения.

## География

### Улицы
- ул. Заводская
- ул. И. Коляды
- ул. Кутузова
- ул. Лермонтова
- ул. Луговая
- ул. Орджоникидзе
- ул. Пушкина
- ул. Свердлова
- ул. Суворова
- ул. Терешковой
- ул. Школьная